# Articolo VI della Costituzione degli Stati Uniti d'America
L'Articolo VI della Costituzione degli Stati Uniti d'America stabilisce che le leggi e i trattati degli Stati Uniti d'America stipulati in conformità con essa sono la legge suprema del Paese, vieta il Test Act come requisito per ricoprire una posizione di governo e ritiene gli Stati Uniti, secondo la Costituzione, detentori dei debiti contratti dall'Unione sotto gli Articoli della Confederazione.

## Struttura

### Prima clausola
La prima clausola dell'Articolo VI prevede che i debiti e gli altri obblighi del vecchio governo federale contratti durante gli anni in cui gli Articoli della Confederazione erano vigenti continuano ad essere validi dopo che gli Articoli sono stati sostituiti dalla nuova Costituzione, venendo trasferiti al nuovo governo federale.

### Seconda clausola
La seconda clausola, nota come «clausola di supremazia», afferma che la Costituzione, le leggi federali emanate in virtù di essa e i trattati stipulati sotto la sua autorità, costituiscano la legge suprema del Paese, e quindi assumano priorità su qualsiasi legge in diretto conflitto emanata dagli Stati federati degli Stati Uniti d'America. La clausola di supremazia prevede che anche i tribunali degli Stati federati siano vincolati, e che le loro costituzioni siano subordinate, alla legge suprema federale.

### Terza clausola
La terza e ultima clausola richiede che i legislatori, funzionari esecutivi e giudici federali e degli Stati federati siano vincolati da un giuramento nei confronti della Costituzione, ma che tale giuramento non può costituire un atto di fedeltà obbligatorio nei confronti di una religione, noto come «Test Act», poiché violerebbe la laicità dello Stato.